# Anna Sten
Anna Sten (rođena Anna Petrívna Fesak; Kijev, 29. lipnja 1908. – New York, 12. studenog 1993.) bila je ukrajinsko-američka glumica kasnog nijemog filma i rane ere zvučnog filma.
Anna Sten rođena je u Kijevu 1908., u tadašnjem Ruskom Carstvu. Njen otac je bio iz kozačke obitelji, kazališni umjetnik i producent, a majka švedska glumica. Anna je pohađala satove baleta i u početku radila kao konobarica prije nego što je započela glumačku obuku na Institutu Stanislavsky u Moskvi po sustavu Stanislavskog.
Na filmu je debitirala 1926. godine u filmu, koji je režirao Fjodor Ozep. Između ostalog, pojavila se u komediji „A Kiss from Mary Pickford” iz 1927. godine. Nakon nekoliko uloga u filmovima Borisa Barneta, Jakova Protasanova i Jevgenija Červjakova, 1930. odlazi u Njemačku, gdje snima dvije godine. Međunarodnu pozornost privukla je Ozepovim filmom „Ubojica Dimitri Karamazoff” prema romanu „Braća Karamazovi” Fjodora Dostojevskog. Holivudski producent Samuel Goldwyn tada joj je dao ugovor i doveo je u Ameriku 1932. godine. 
Anna Sten bila je određena kao konkurentica Greti Garbo i Marlene Dietrich. Glumila je u visoko budžetnim filmovima i s poznatim glumačkim zvijezdama. Dorothy Arzner ju je vodila kroz njezin prvijenac u ulozi Nane prema istoimenom romanu Émilea Zole, Rouben Mamoulian je adaptirao filmsku verziju „Uskrsnuća” Lava Tolstoja pod nazivom „We Live Again” s Fredricom Marchom kao partnerom. Glumila je među ostalim „Ljubicu Mihailović” u američkom propagandnom filmu „Četnici: Borbena gerila” 1943. i u američkom filmu „Tri Ruskinje” 1943. godine, u kojem je SSSR prikazan u pozitivnom svjetlu.
No, Anna Sten publiku je ostavila ravnodušna i ona je ubrzo izgubila na popularnosti i postala podsmijeh grada i dobila nadimak Goldwyn's Folly. Ismijao ju je čak i Cole Porter u svojoj poznatoj pjesmi „Anything Goes”.
Producent je ubrzo nakon toga otkazao ugovor, a Anna Sten je snimila još nekoliko B filmova. Otišla je u Englesku, gdje je glumila u filmovima do 1962. godine. Bila je aktivna u kazalištu i povremeno se pojavljivala na televiziji. Do smrti 1993. godine živjela je sa suprugom Eugeneom Frenkeom u New Yorku.

## Galerija
- Anna Sten 1927. godine.
- Anna Sten 1932. godine.
- Anna Sten 1934. godine.
- Anna Sten i Gary Cooper 1935. godine.